# 查理·拉格蘭
查理·拉格蘭（英語：Charlie Raglan；1993年4月28日—）是一位英格蘭足球運動員。在場上的位置是後衛。他現在效力於英格蘭足球甲級聯賽球隊切斯特菲爾德足球俱樂部。

## 外部連結
- 足球数据库：查理·拉格蘭的球员统计数据